# Ruta de las Caras

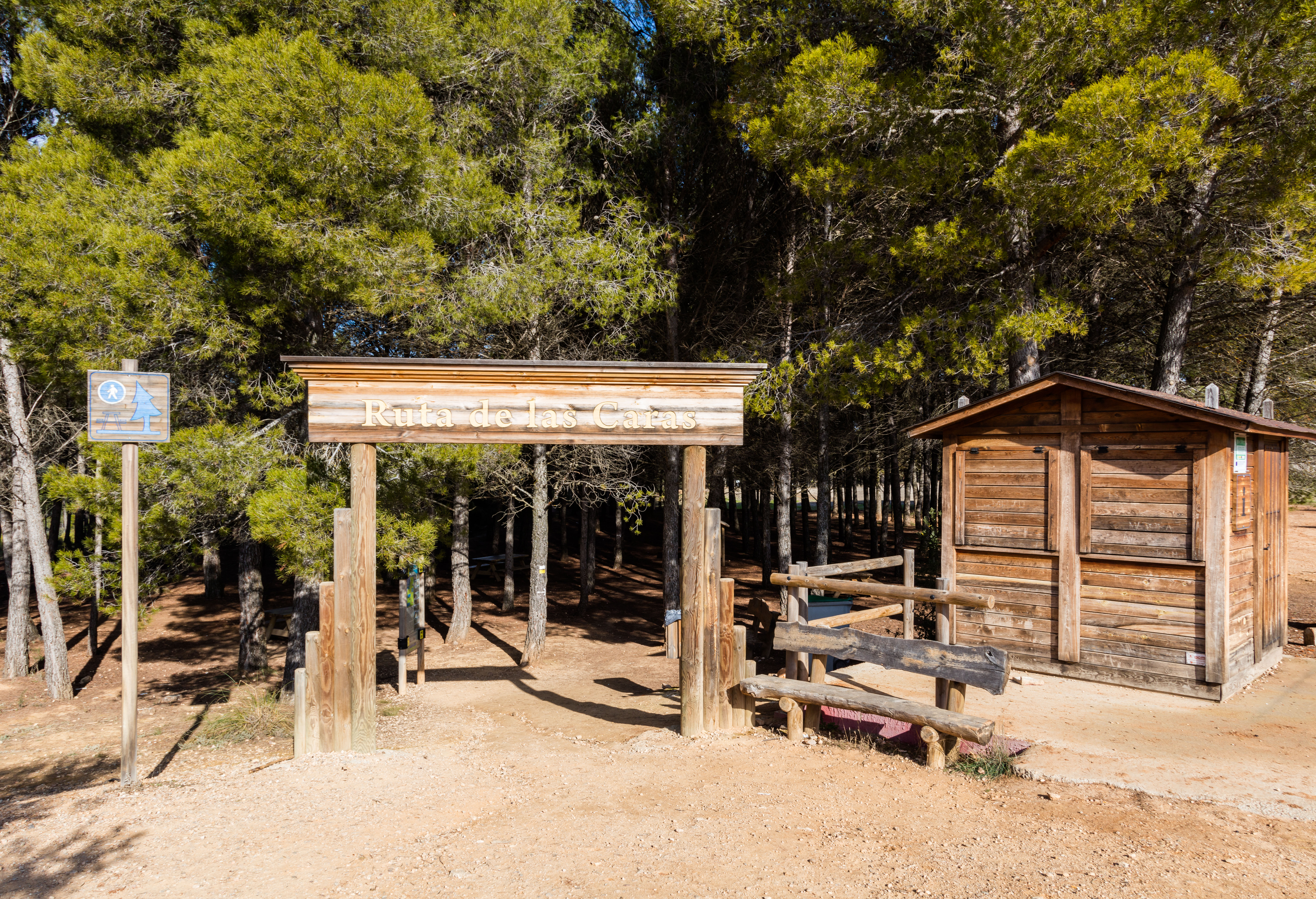
Entrada.

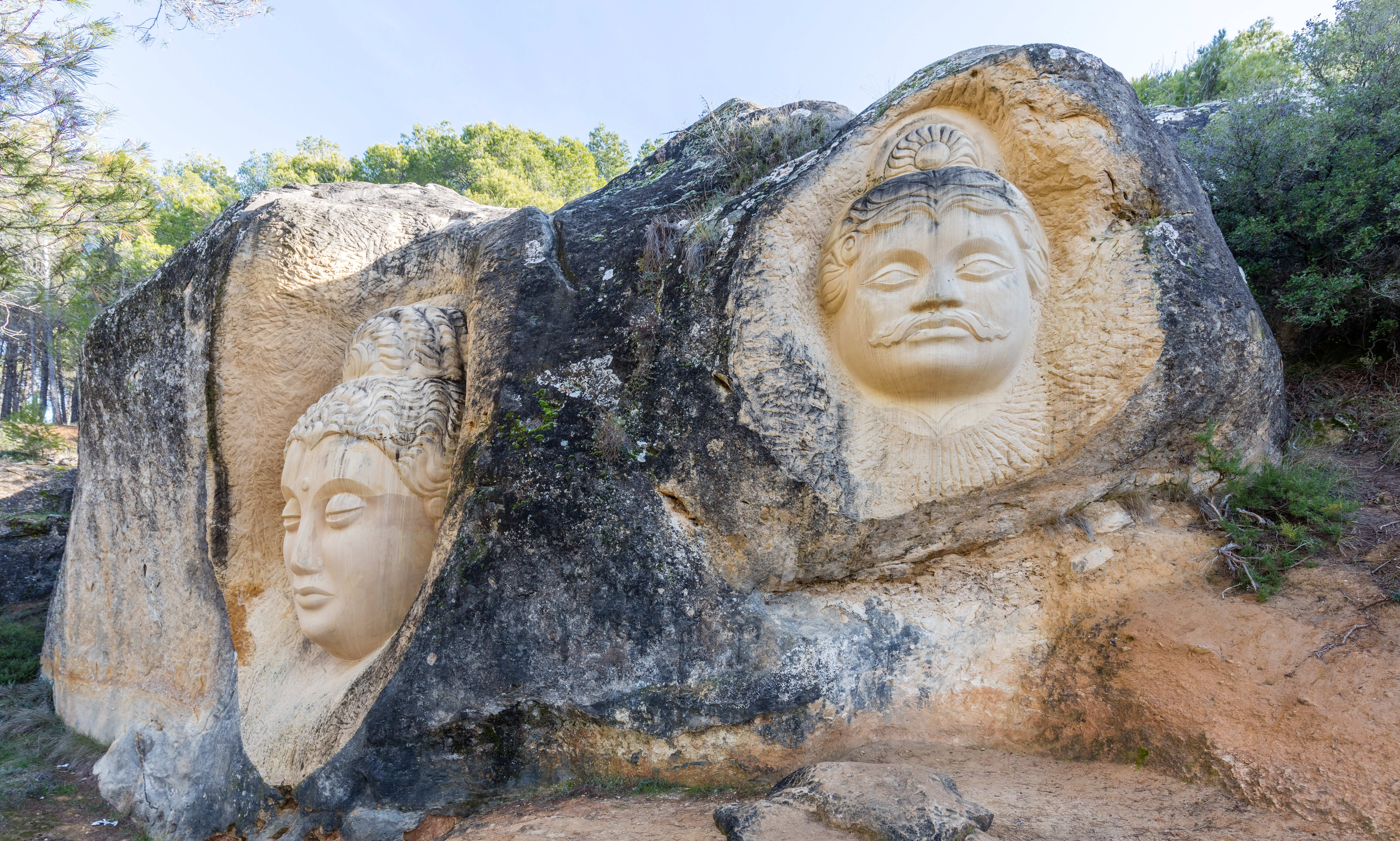
Esculturas 4. y 5.

La Ruta de las Caras es una ruta turística de acceso libre situada en las cercanías del municipio de Buendía, Cuenca, España. Una parte de la ruta, conocida como las Caras de Buendía, destaca por esculturas en piedra de diferentes tamaños.

## Características
La ruta, de escasa dificultad, y para la que se estima una hora de caminata, se encuentra en un paraje de pinares y rocas areniscas junto al embalse de Buendía. La ruta oficial cuenta con un total de 18 esculturas y bajorrelieves de diferentes autores y de una altura que oscila entre 1 y 8 metros.

## Galería de imágenes

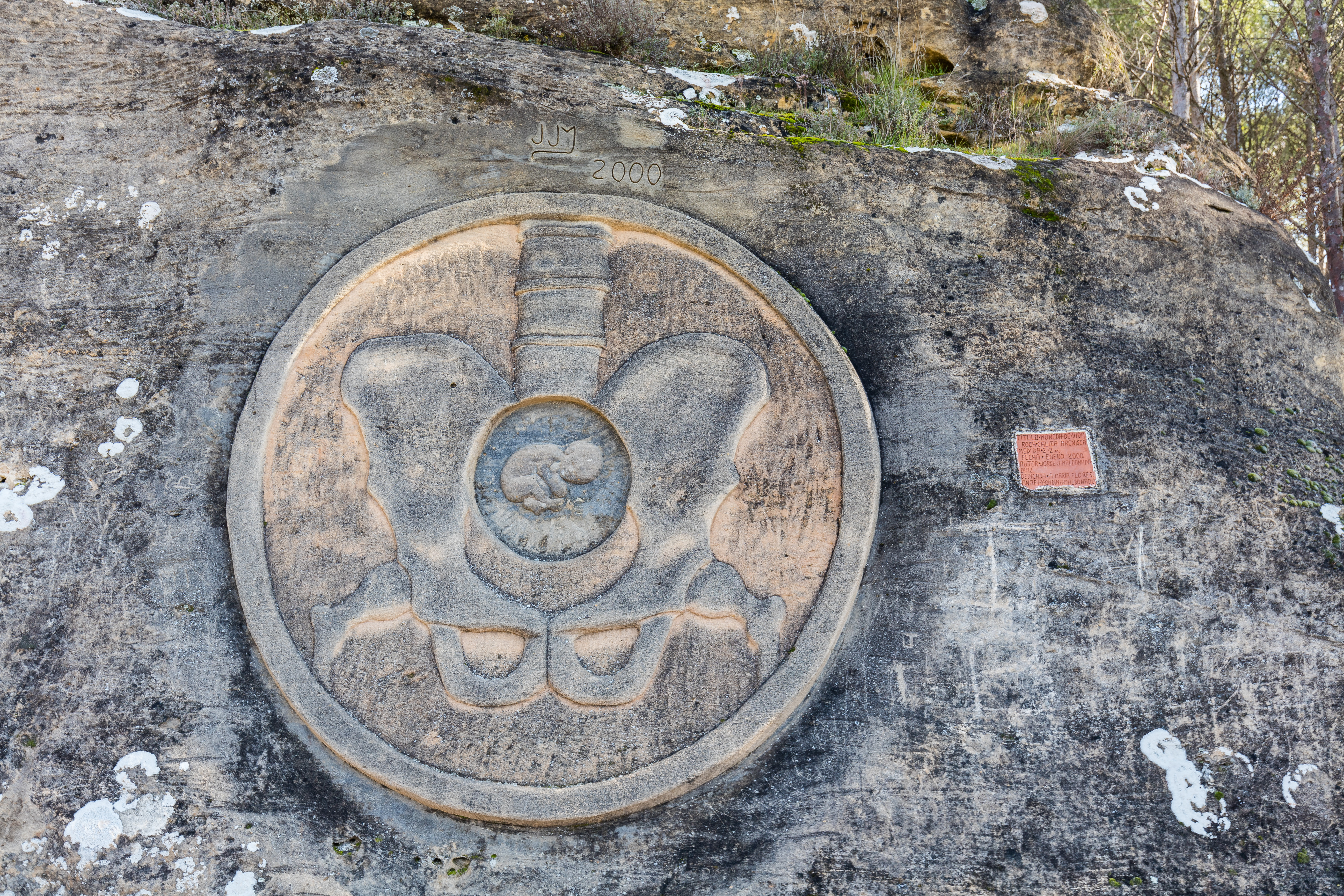
1. Moneda de la Vida (año 2000, altura = 2 m).
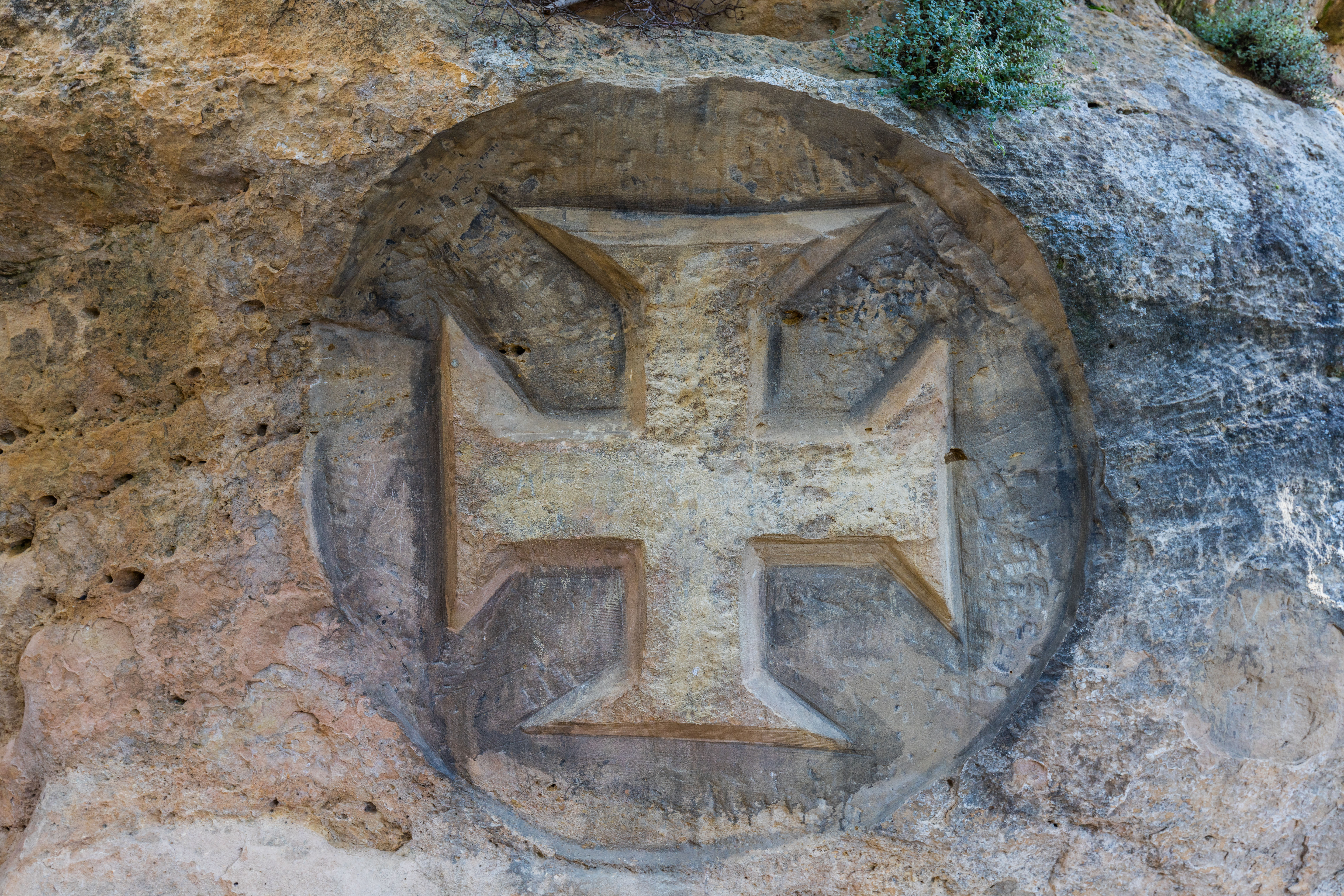
2. La Cruz Templaria (año 2000, altura = 1,5 m).
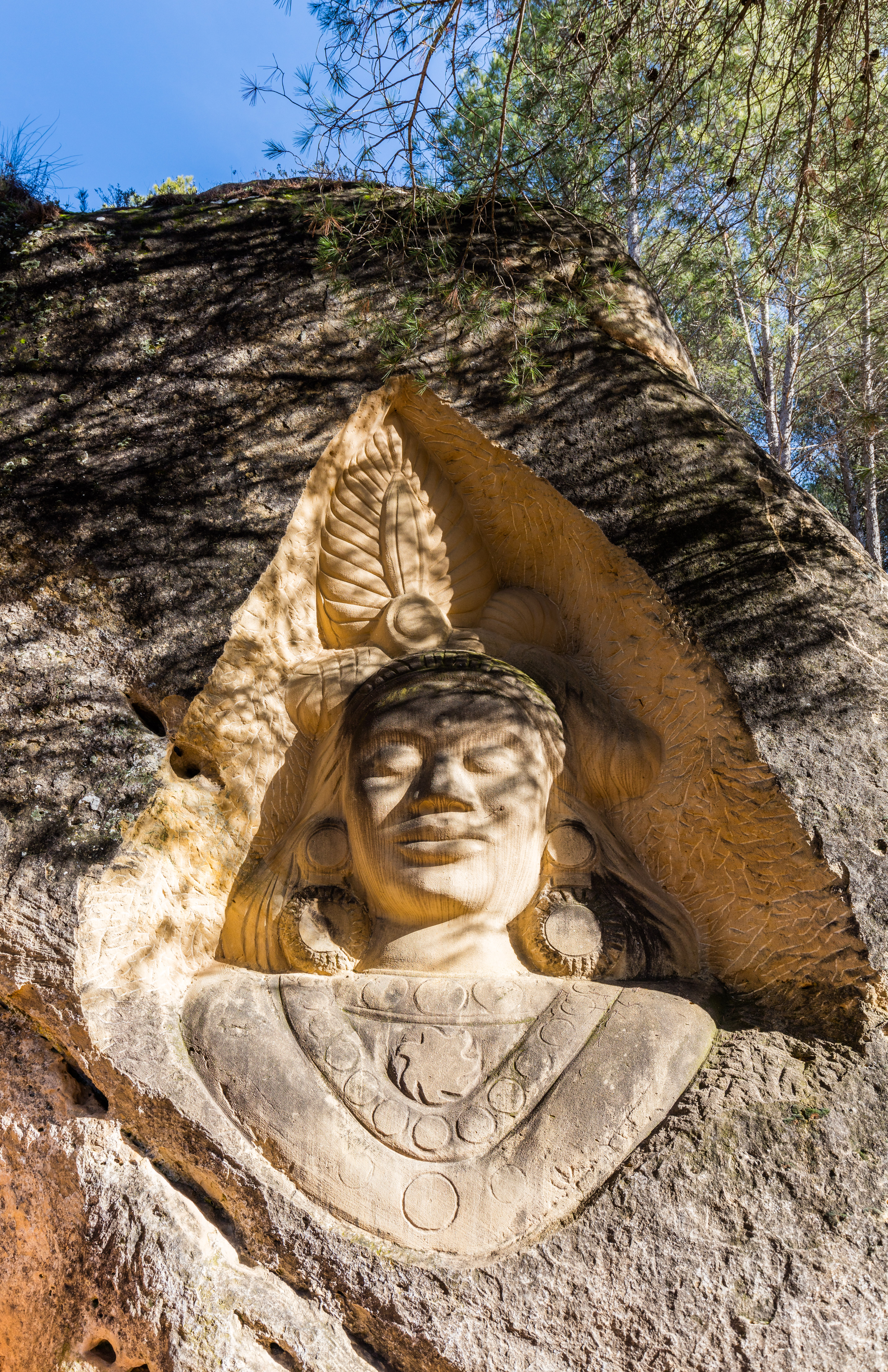
3. Krishna (año 2002, altura = 3,5 m).
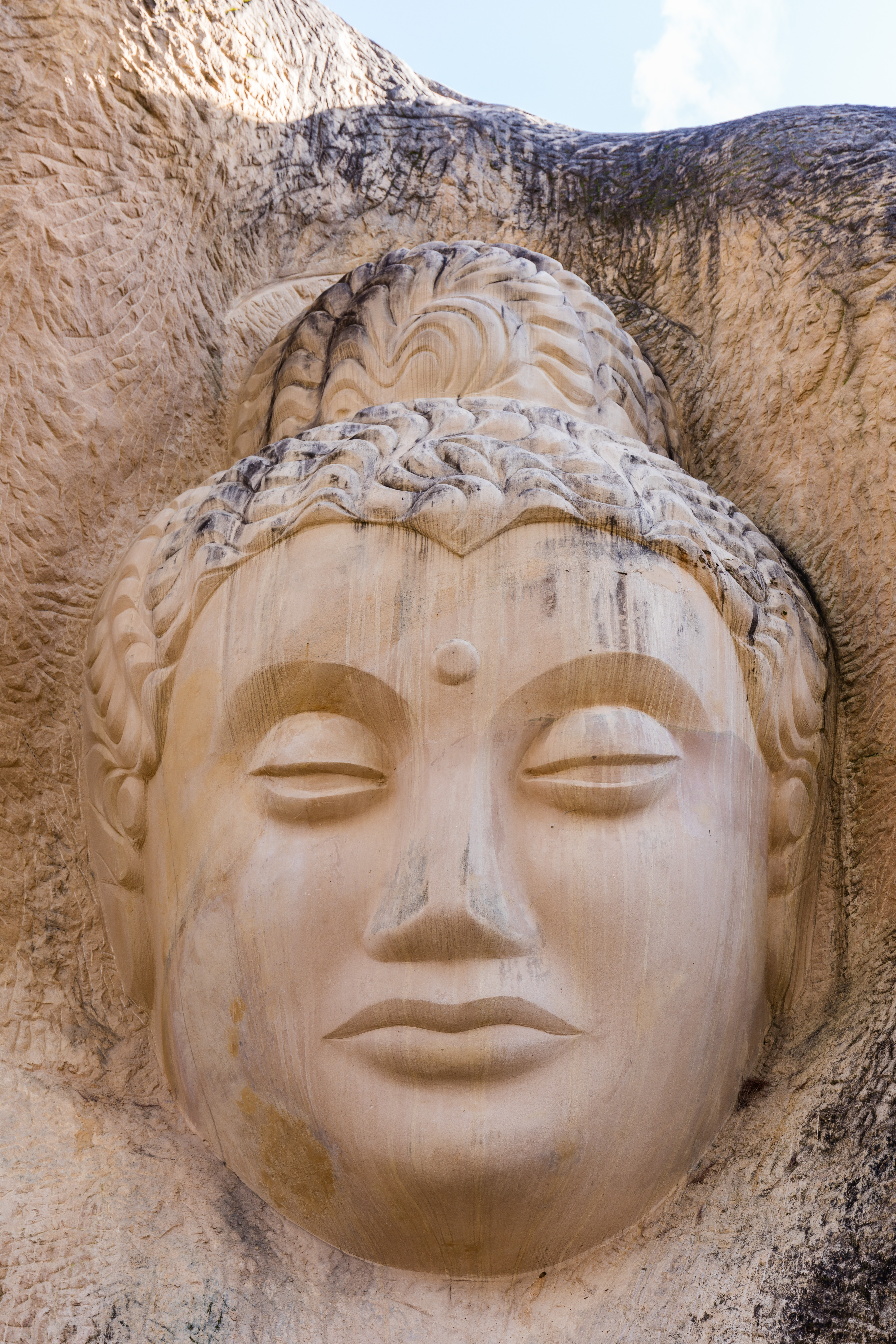
4. Maitreya (año 2007, altura = 4,5 m).
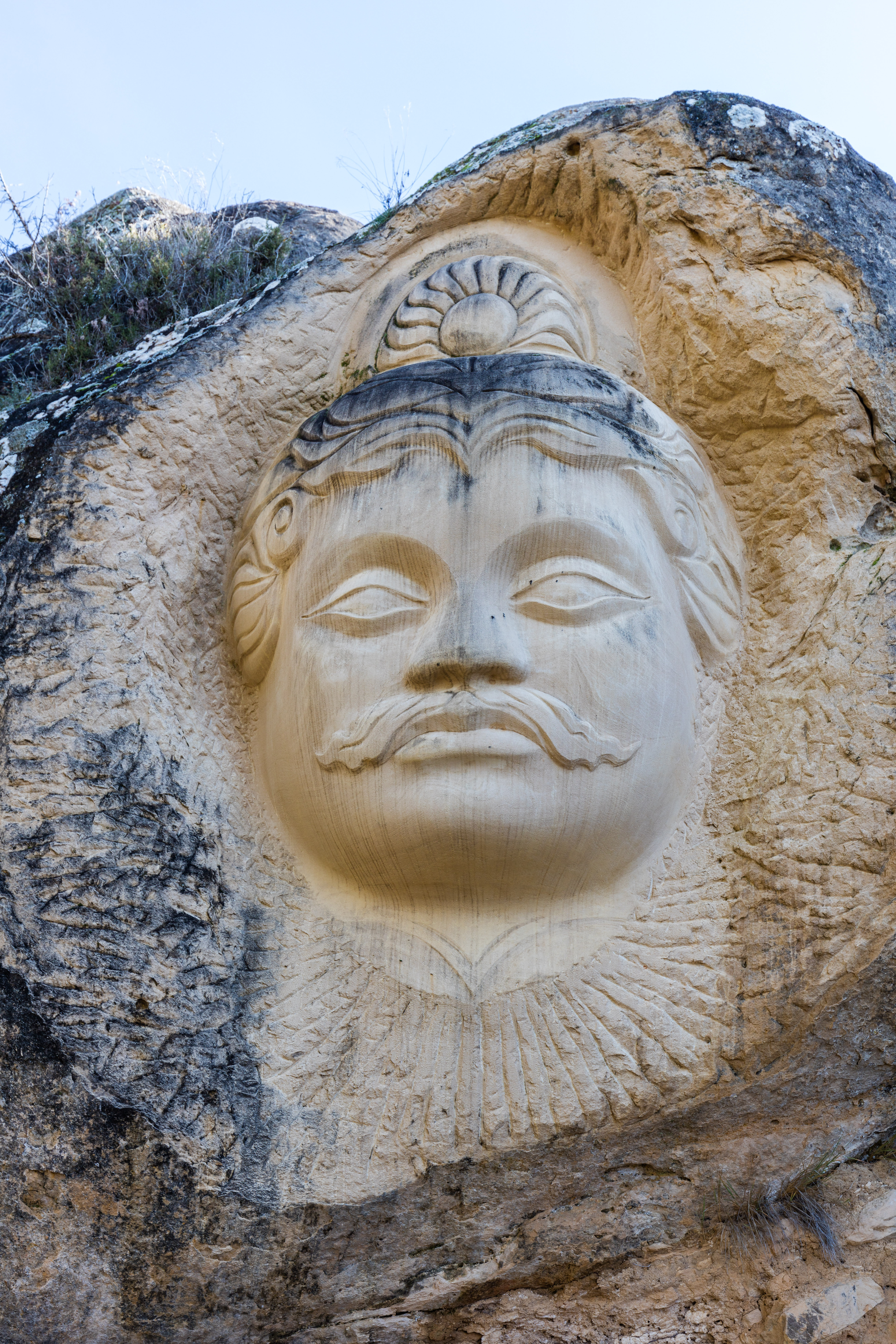
5. Arjuna (año 2007, altura = 1,8 m).
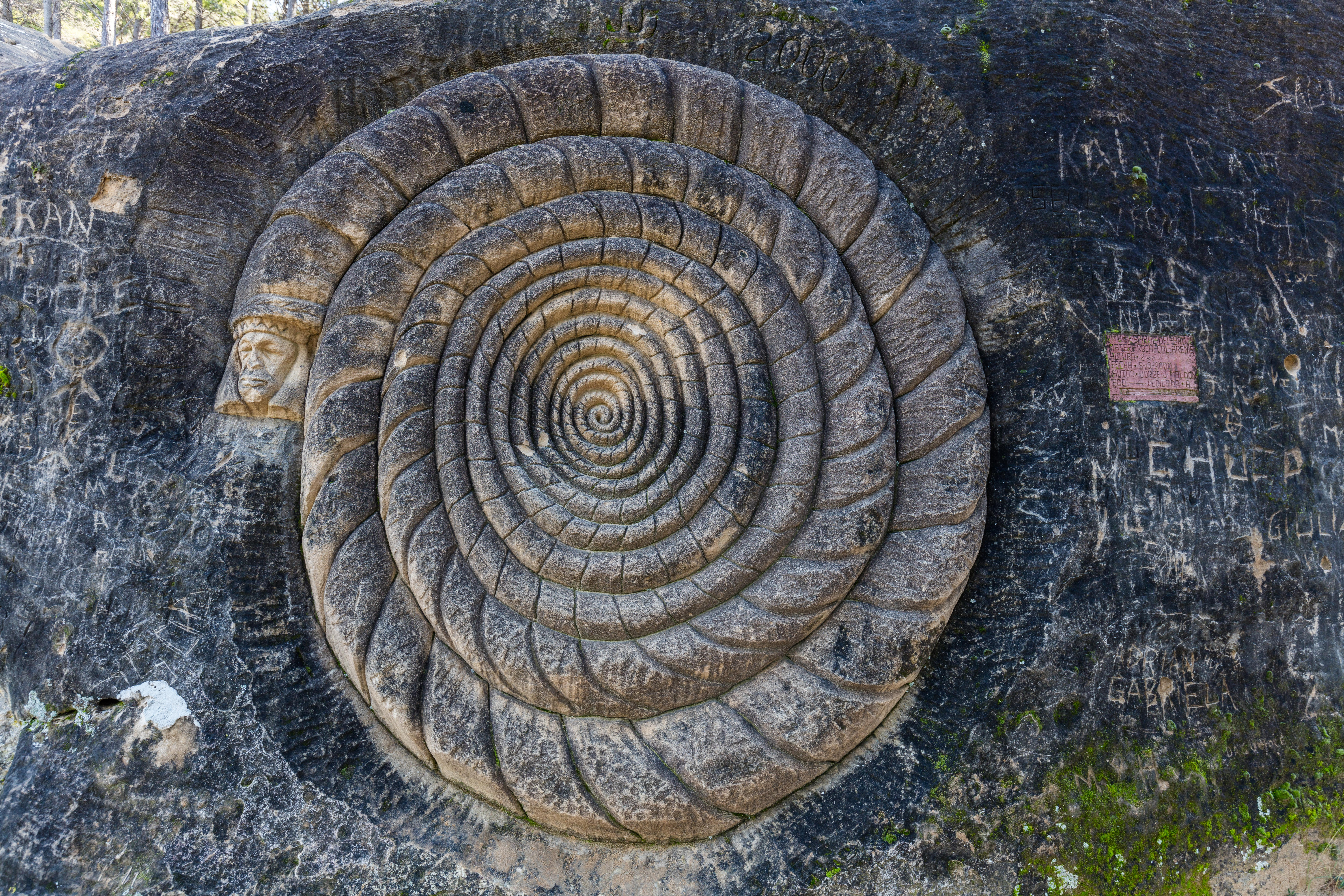
6. Espiral del Brujo (año 2000, altura = 2 m).
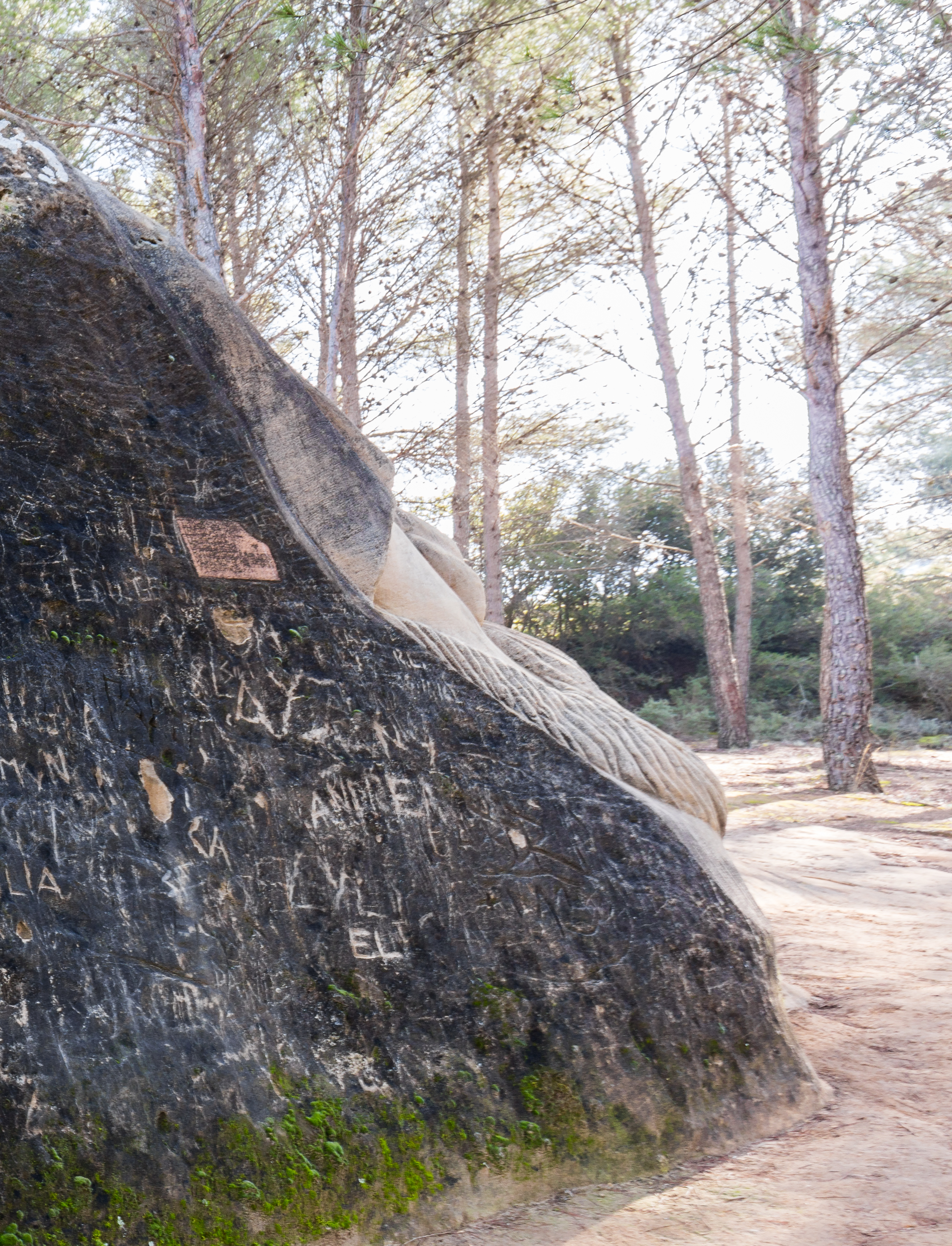
7. Chemary (año 2001, altura = 3,5 m).
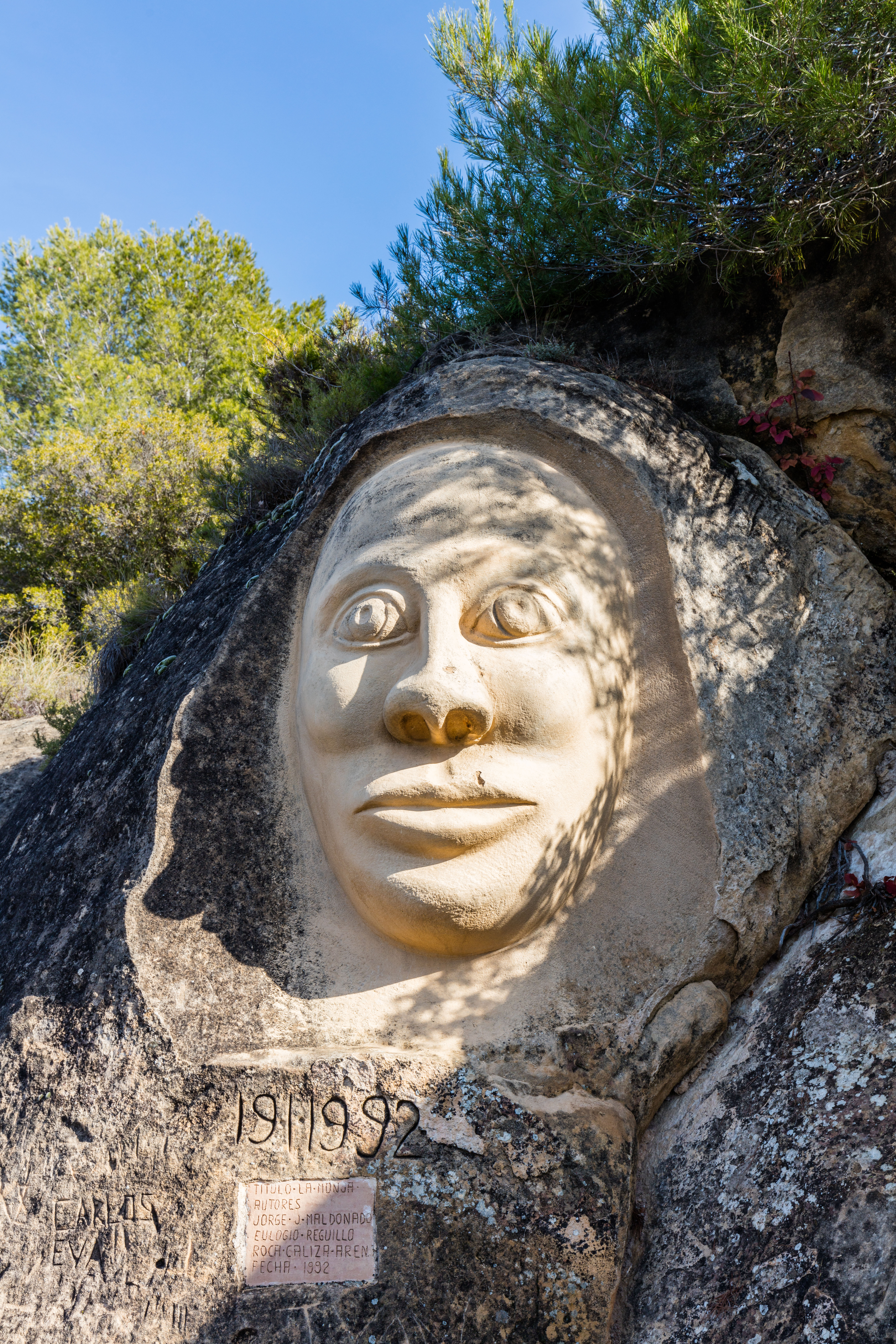
8. La Monja (año 1992, 1,5 m).
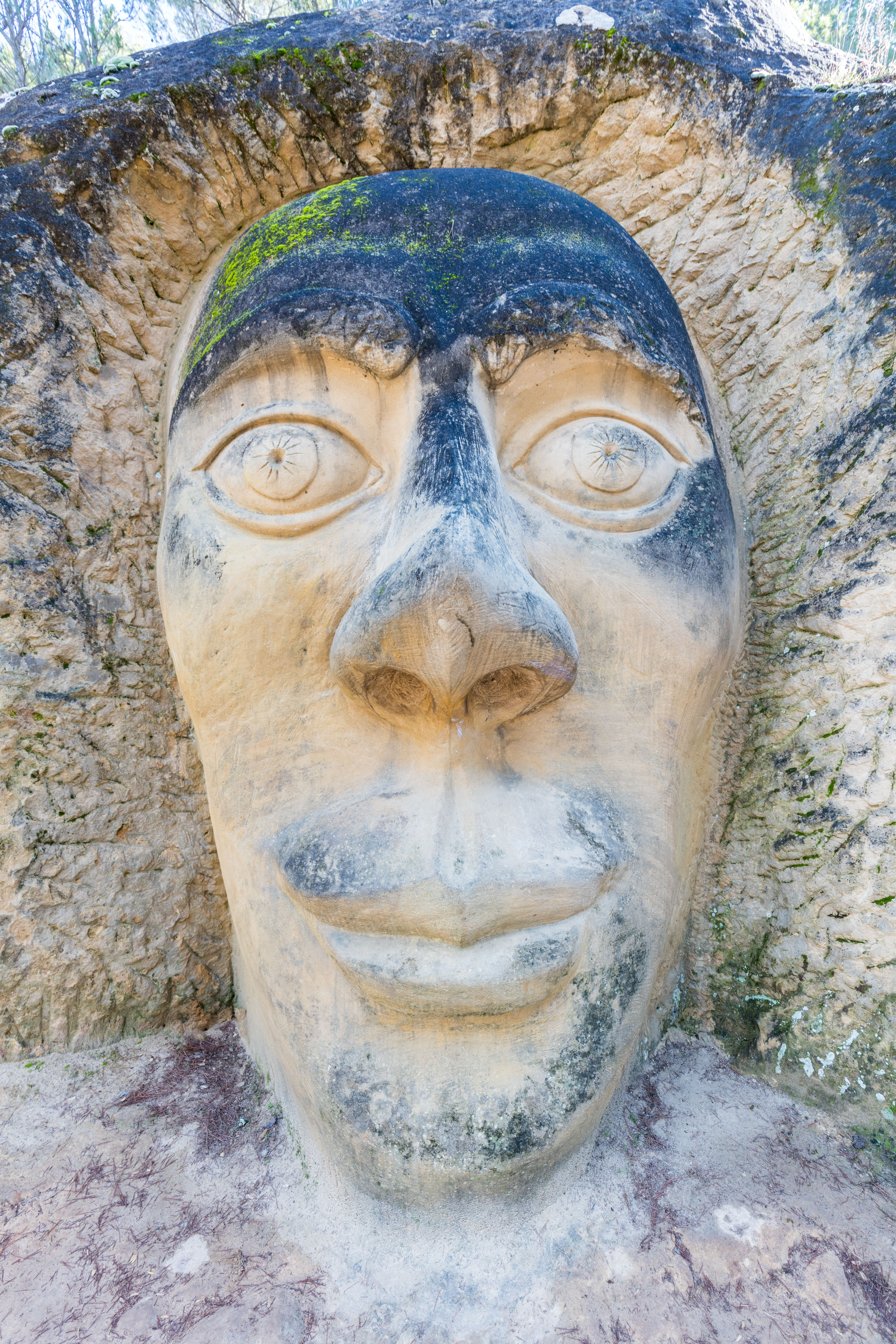
9. Chamán (año 1994-6, 3,5 m).
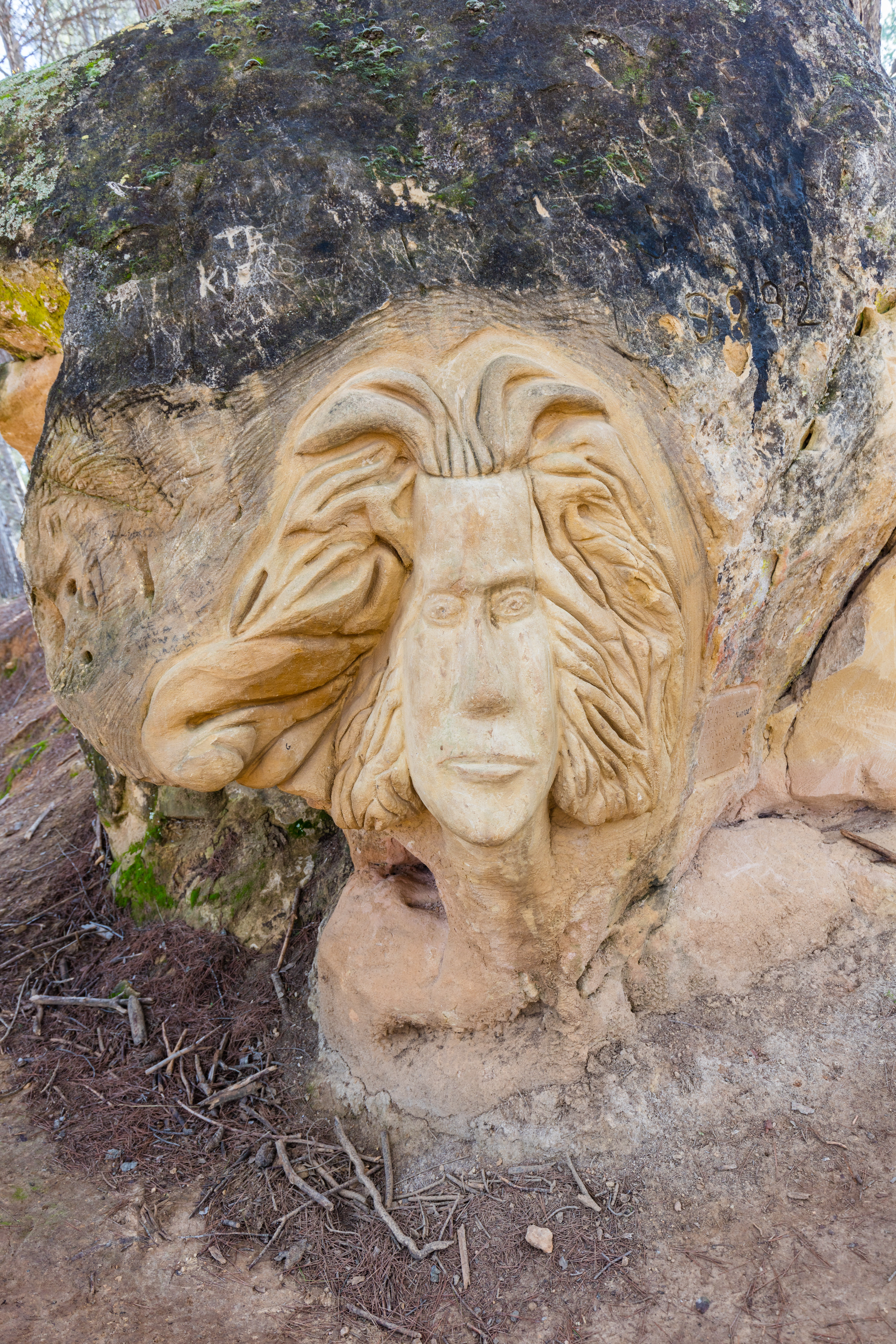
10. Bethoveen (año 1992, 1,5 m).
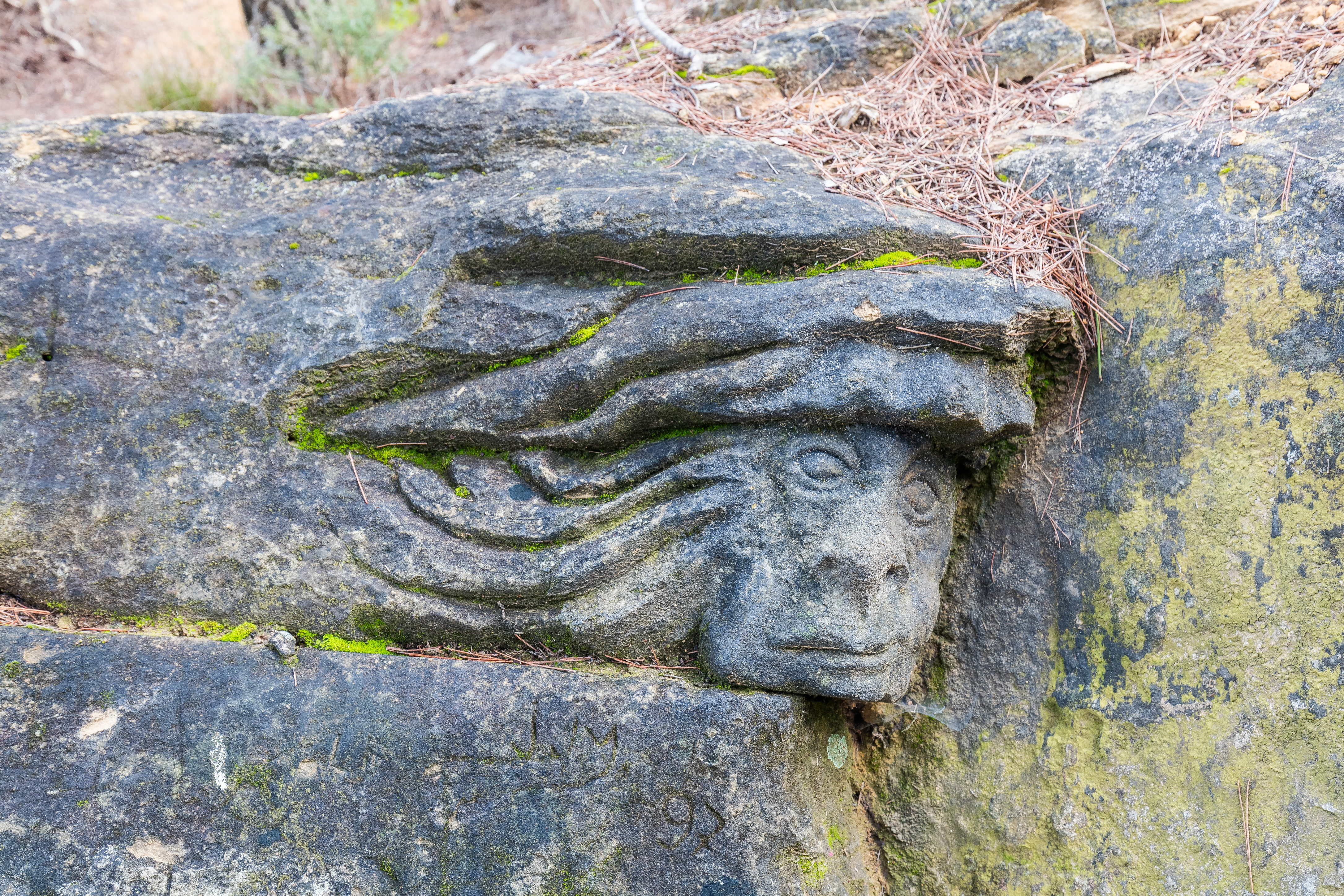
11. Duende Indio (año 1997, 0,3 m).
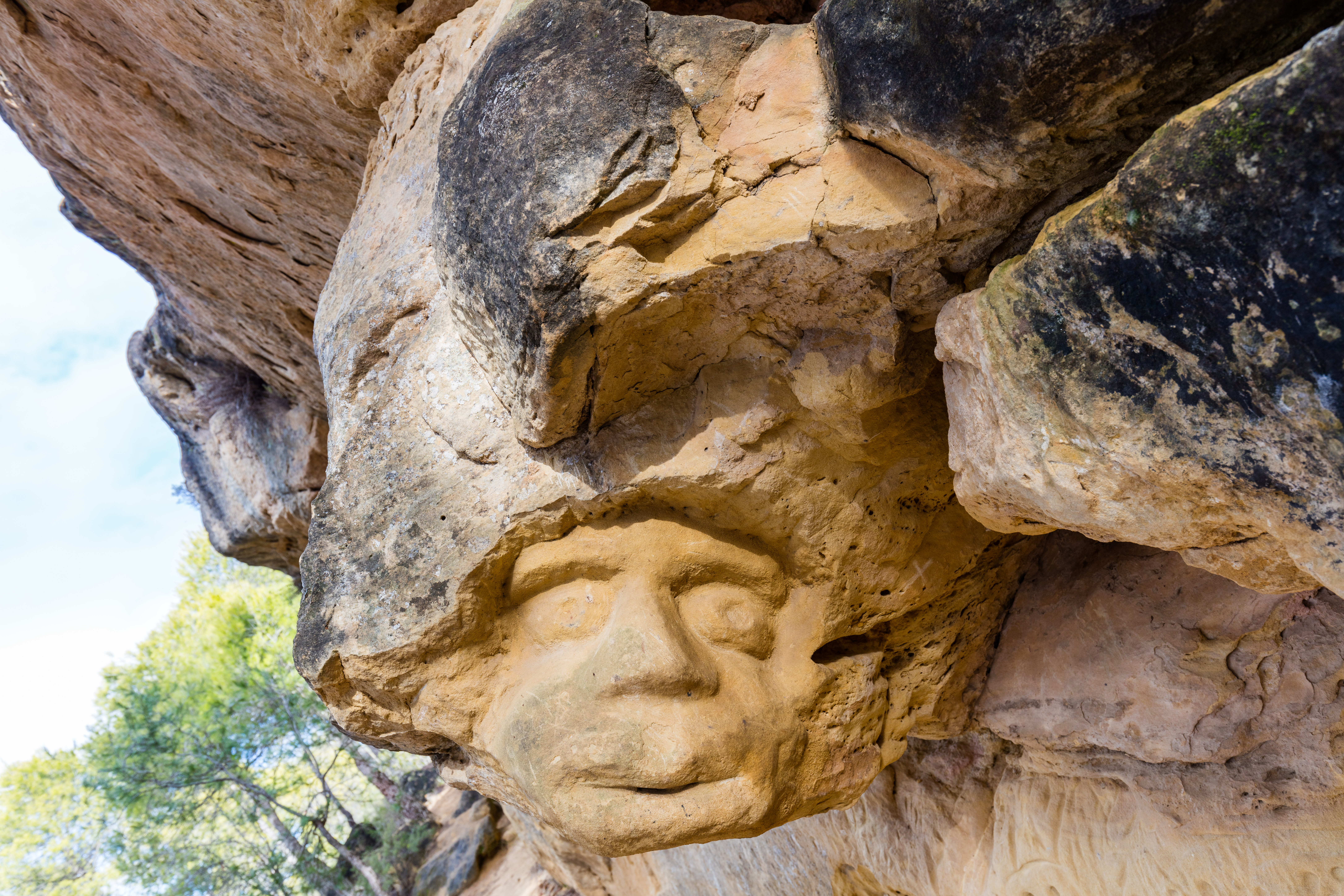
12. Paleto (año 1997, 0,3 m).
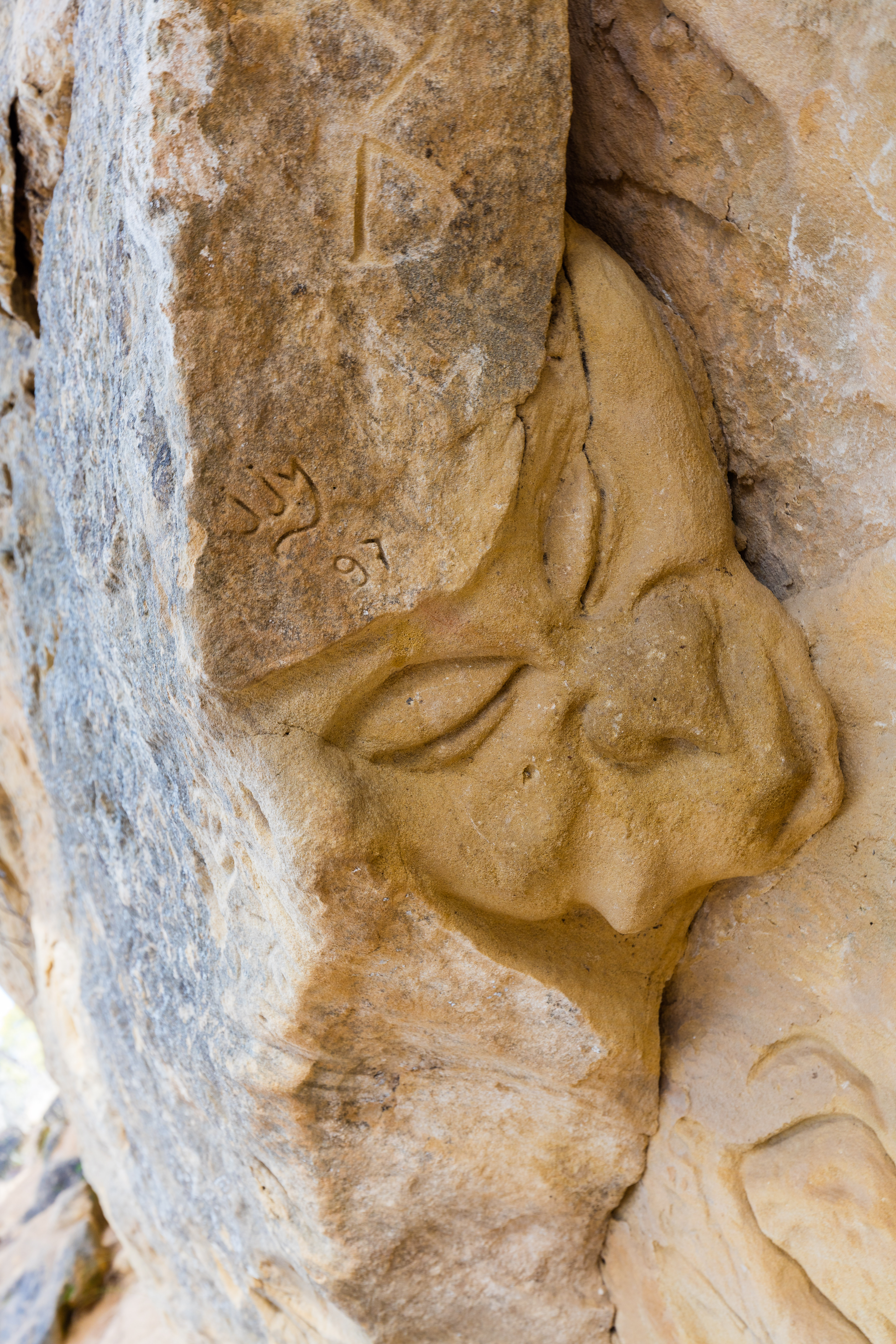
13. Duende de la Grieta (año 1993, 0,4 m).
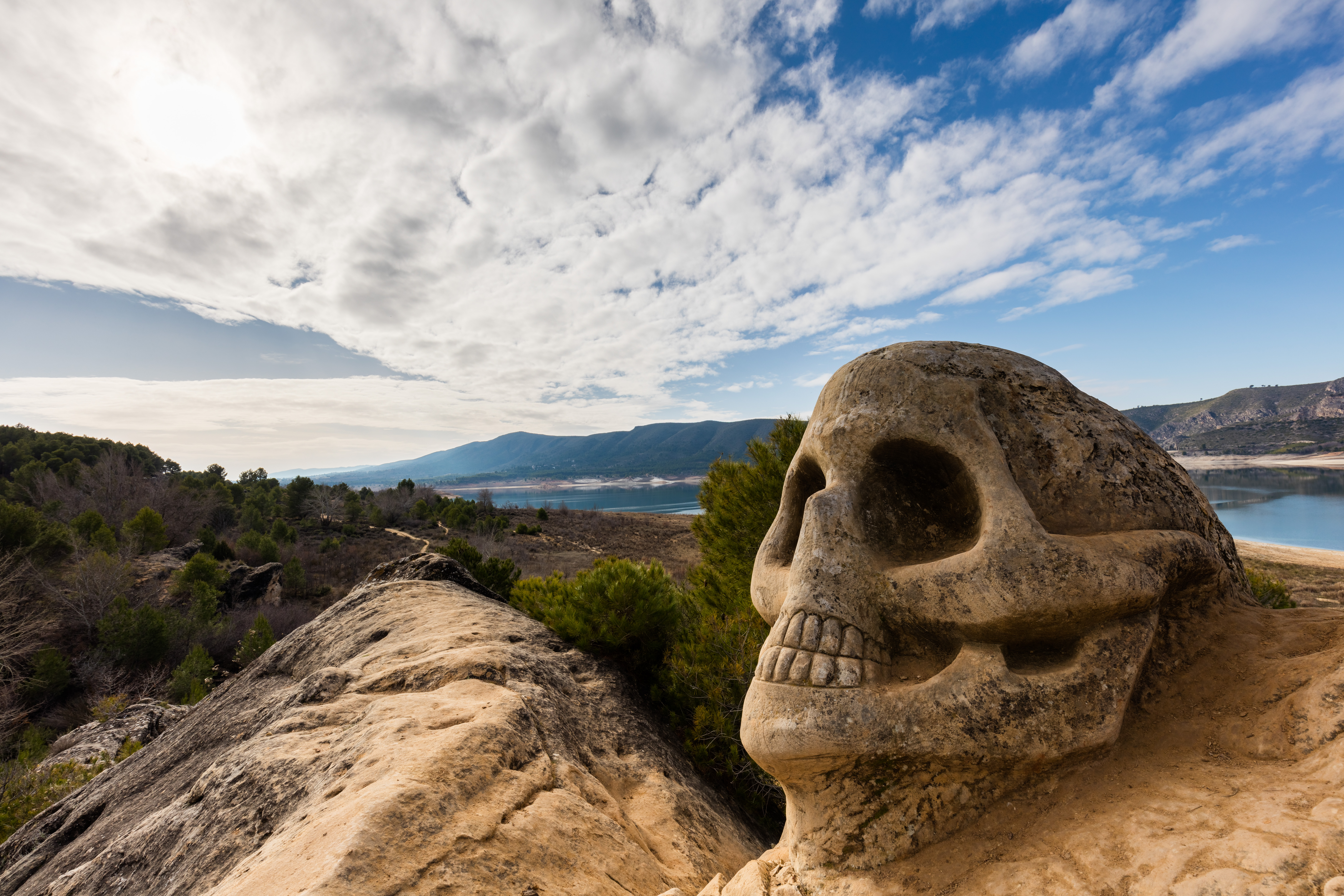
14. De muerte (año 1998, 1,5 m).
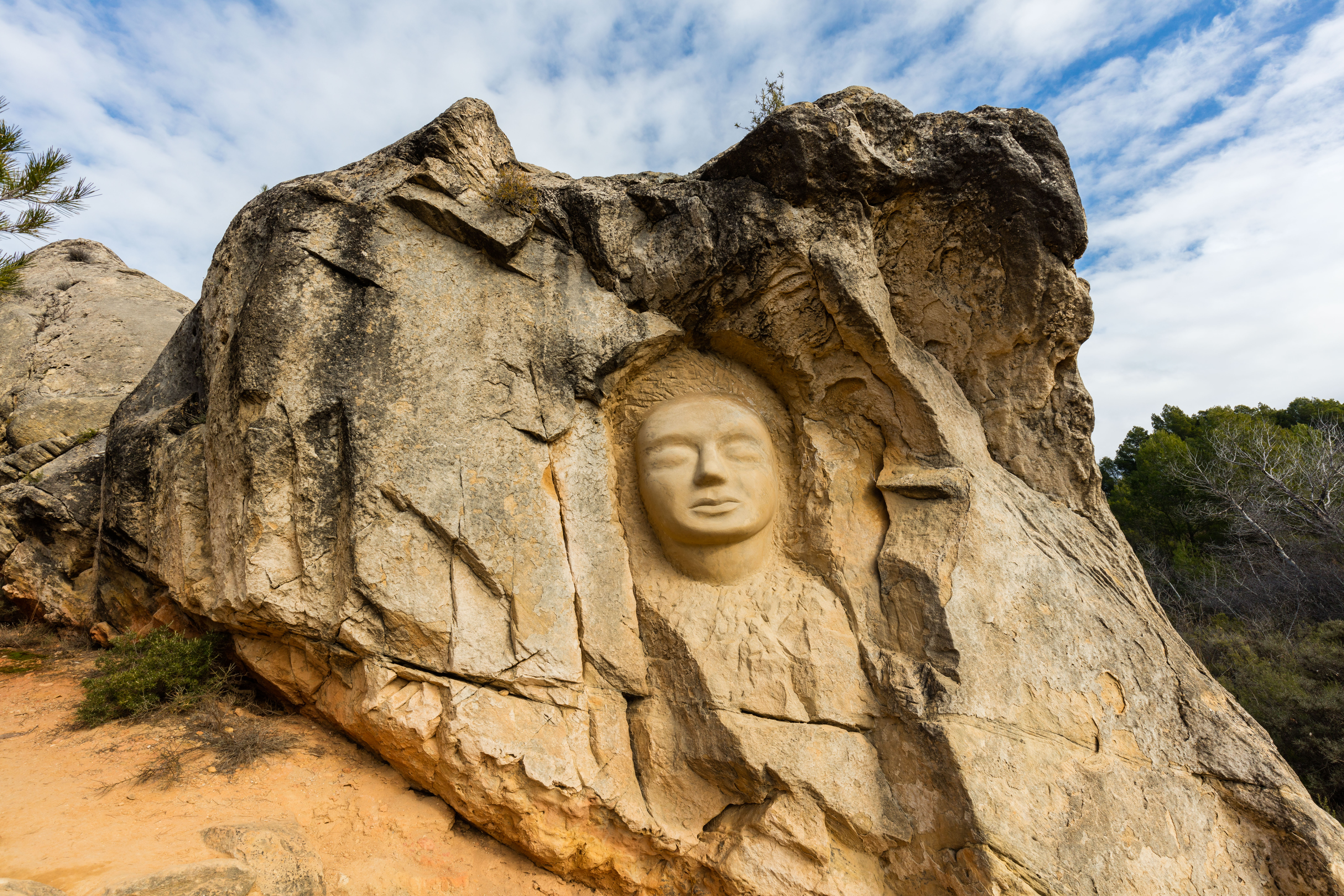
15. Dama del Pantano (año 1997, 1,3 m).
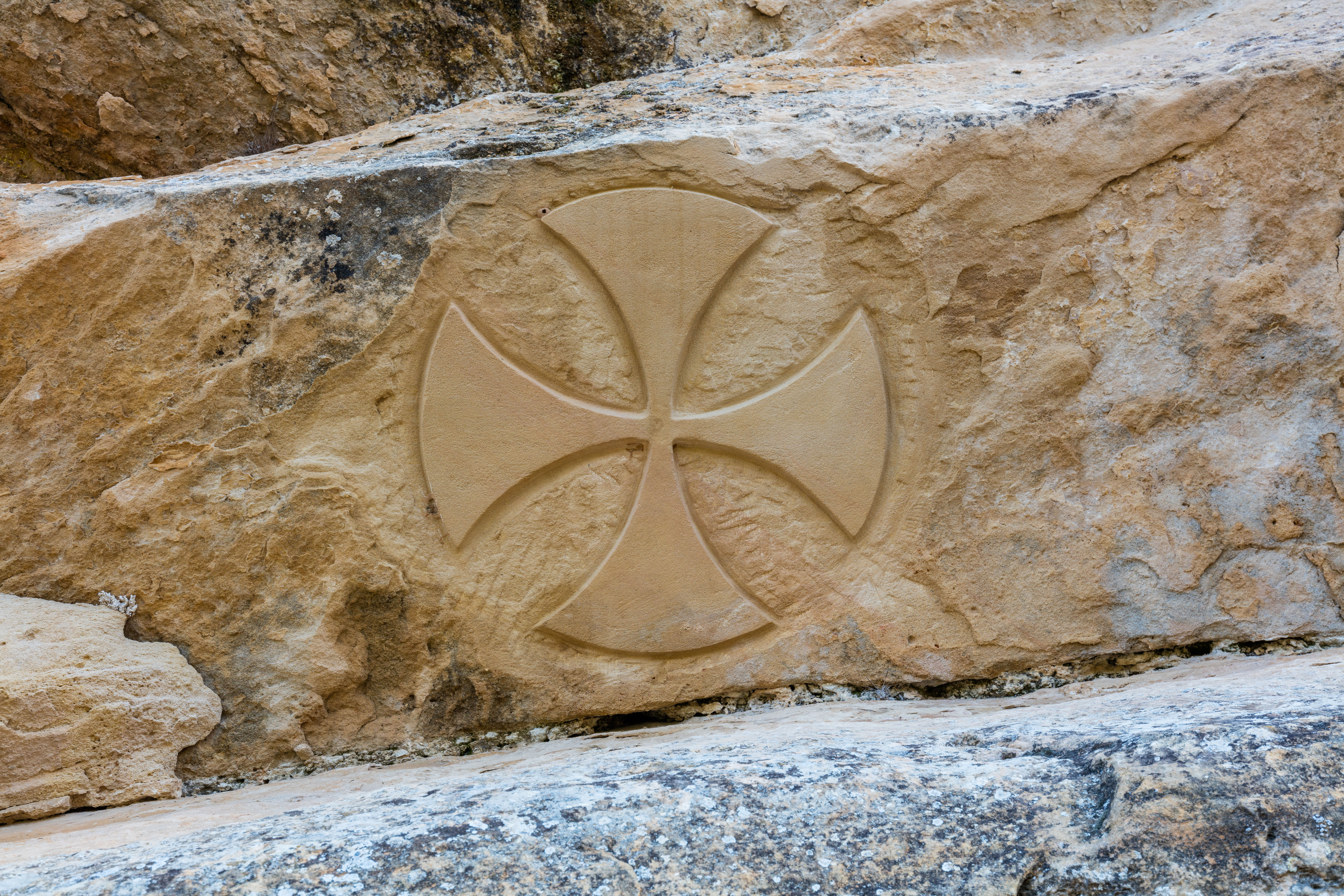
16. Cruz Templaria (año 1999, 0,8 m).
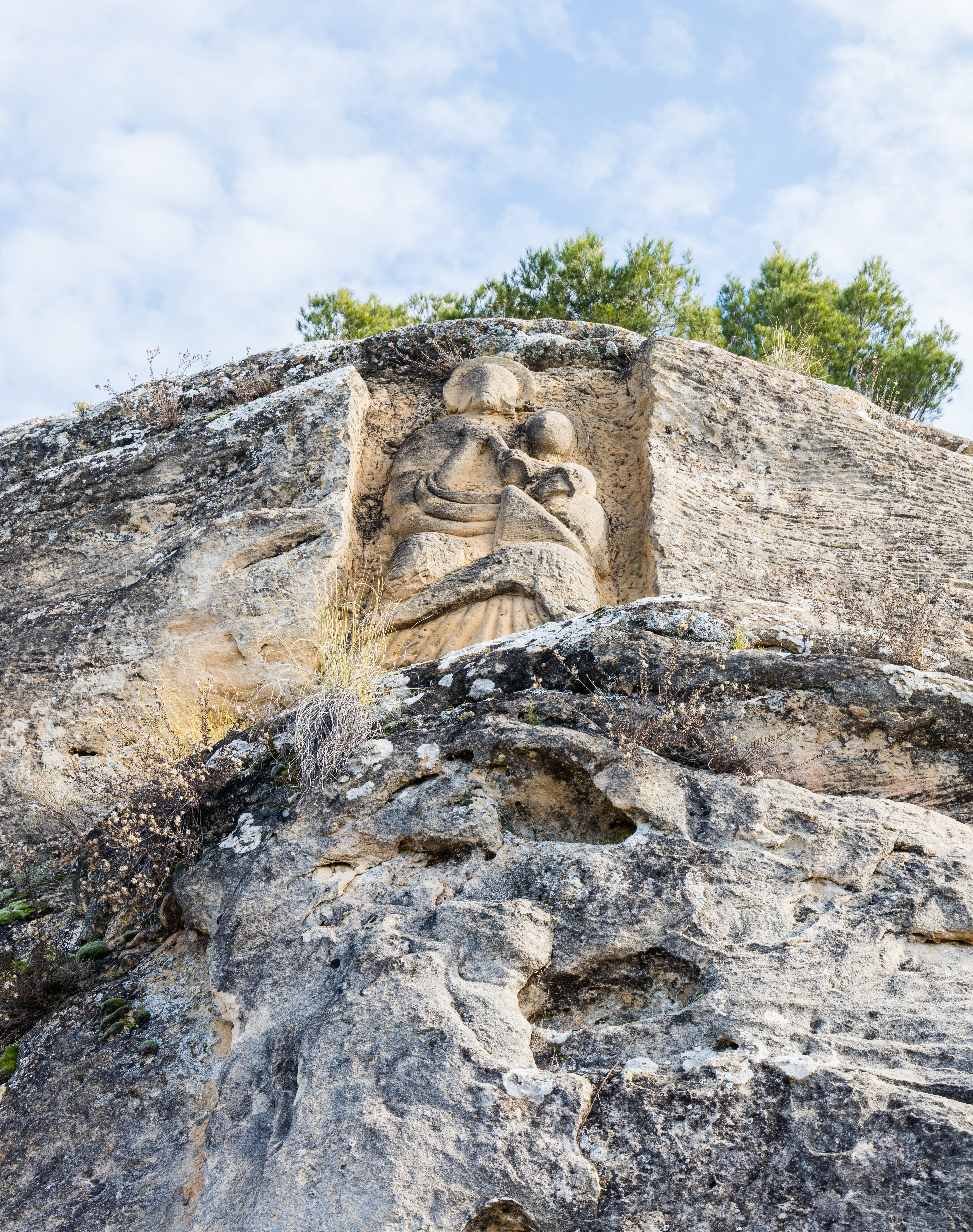
17. Virgen de Lis (año 2002, 1,7 m).
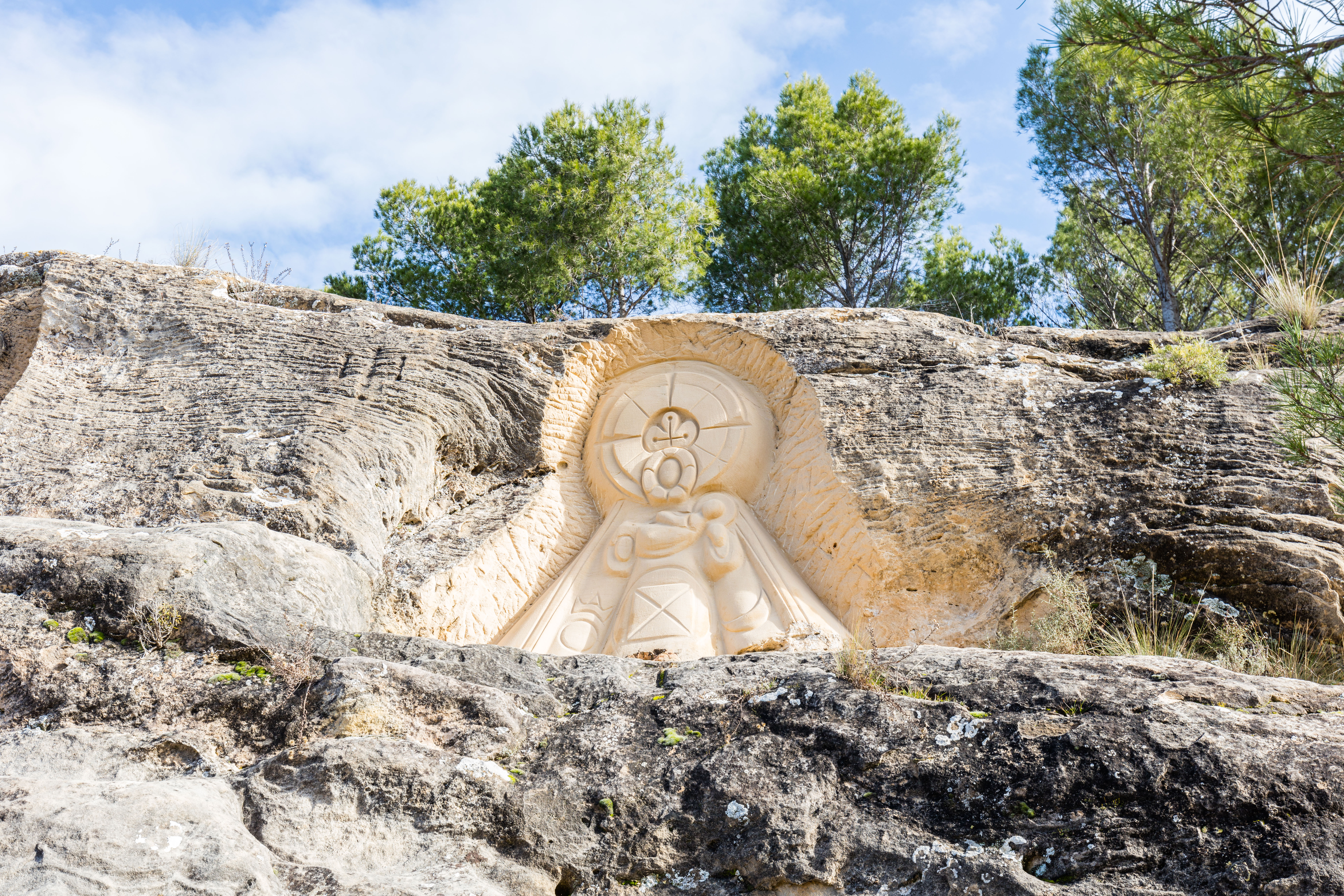
18. Virgen de las Caras (año 2002, 1,7 m).